# Красный Луч (Башкортостан)
Красный Луч — упразднённая в 1986 году деревня Ташлинского сельсовета Альшеевского района

## География
Красный Луч находился на высоте ~349 метров. В лесном массиве за деревней берёт начало река Ташлынка.

### Географическое положение
Расстояние до:
- районного центра (Раевский): 32 км,
- ближайшей железнодорожной станции (Раевка): 32 км.

## История
Согласно справочнику Административно-территориального деления Башкирской АССР на 1 июня 1952 года, село Красный Луч возглавляло Дубовский сельсовет.
Упразднён согласно Указу Президиума ВС Башкирской АССР от 12.12.1986 N 6-2/396 «Об исключении из учётных данных некоторых населенных пунктов»).